# کاربرد نامناسب آفت‌کش
طبق قوانین ایالات متحده آمریکا، سوءاستفاده ازآفت‌کش به استفاده‌ای گفته می‌شود که با مقررات مربوط به کاربرد آن‌ها مغایرت داشته یا سلامت انسان و محیط زیست را به خطر می‌اندازد. بسیاری از این مقررات در قانون فدرال حشره‌کش‌ها، قارچ‌کش‌ها و جونده‌کش‌ها (FIFRA) مشخص شده‌اند.
سوءاستفاده از آفت‌کش‌ها شامل طیفی از رفتارها مانند مصرف بیش از حد، زمان‌بندی نادرست یا استفاده از مواد ممنوعه است. این مشکل جهانی نه‌تنها ایمنی زیست‌محیطی را تهدید می‌کند، بلکه تلاش‌ها در جهت پایداری را نیز تضعیف می‌نماید. خطر آلودگی ناشی از آفت‌کش‌ها در مقیاس جهانی، نیازمند تلاشی هماهنگ برای درک بهتر و کاهش سوءاستفاده از آن‌هاست.
شایع‌ترین نمونه‌های سوءاستفاده از آفت‌کش‌ها، استفاده‌هایی هستند که با اطلاعات درج‌شده روی برچسب مغایرت دارند؛ مانند استفاده به روشی که در برچسب ذکر نشده، تغییر میزان مصرف، یا نادیده گرفتن دستورالعمل‌های ایمنی خاص. با این حال، برچسب‌های آفت‌کش‌ها به‌دلیل ضعف در انتقال مؤثر پیام‌های ایمنی مورد انتقاد قرار گرفته‌اند و برخی کارشناسان مطرح کرده‌اند که واژه «سوءاستفاده» شاید برای مواردی که ناشی از درک ناقص دستورالعمل‌ها هستند، مناسب نباشد و بهتر است از اصطلاح «استفاده ناخواسته» استفاده شود. سایر انواع سوءاستفاده شامل فروش یا استفاده از آفت‌کش ثبت‌نشده یا آفت‌کشی است که مجوز آن لغو شده، همچنین فروش یا استفاده از محصول تقلبی یا دارای برچسب جعلی. در اغلب کشورها، تغییر یا حذف برچسب آفت‌کش، فروش آفت‌کش‌های محدود به افراد غیرمجاز، یا عدم ثبت سوابق فروش و مصرف این محصولات، غیرقانونی است.
آفت‌کش‌ها ترکیبات سمی هستند و برچسب‌های آنها به‌طور خاص برای تشویق استفاده ایمن و مؤثر طراحی شده‌اند. نادیده گرفتن دستورالعمل‌ها می‌تواند منجر به اتهامات مدنی و کیفری و مسئولیت مدنی برای خسارت به سایر اشخاص شود.

## اثرات آفت‌کش بر سلامتی

### در انسان
سوءاستفاده از آفت‌کش‌ها می‌تواند منجر به مسمومیت آفتکش می‌شود که پیامدهای آن از تحریکات خفیف پوستی تا تشنج و حتی مرگ متغیر است. اثرات مسمومیت به‌طور قابل‌توجهی به مقدار دوز مصرفی و سطح تماس بستگی دارد.
انواع آفت‌کش‌هایی که بیشتر در موارد مسمومیت دیده می‌شوند عبارت‌اند از: ارگانوفسفات و کربامات‌های N-متیل، حشره‌کش‌های مصنوعی پیرتروئیدی، حشره‌کش‌های ترکیبات آلی کلر. همچنین برخی گازهای تدخینی، نماتدکش‌ها، علف‌کش‌ها و ترکیبات دی‌پیریدیلی نیز در موارد مسمومیت با آفت‌کش‌ها رایج هستند.
یکی از شناخته‌شده‌ترین موارد سوءمصرف آفت‌کش‌ها در تاریخ معاصر، استفاده از آفت‌کشی (متیل پاراتیون) برای مصارف کشاورزی در فضای باز در خانه‌های می‌سی‌سی‌پی جهت از بین بردن سوسک‌ها و سایر آفات خانگی بود. دو نفر از متخصصان ریشه‌کنی حشرات پس از افشای استفاده مداوم (چندین ساله) از آنها، به چندین اتهام جنایی متهم شدند. تعدادی از ساکنان، از جمله دو نوزاد، علائم مسمومیت با آفت‌کش‌ها را نشان دادند. تعدادی از خانه‌ها و مشاغل، از جمله چندین مهدکودک و مدرسه، غیرقابل سکونت یا غیرقابل استفاده شدند. جریمه‌های سنگین و حبس برای عاملان در پی داشت.

### در حیوانات
سوء استفاده از آفت کش‌ها همچنین می‌تواند حیات وحش و سایر منابع زیست‌محیطی را به خطر بیندازد.
پرندگان به‌ویژه در برابر تماس با آفت‌کش‌ها آسیب‌پذیر هستند. برخی آفت‌کش‌ها مانند ارگانوفسفات‌ها و کربامات‌ها بر دستگاه عصبی پرندگان تأثیر می‌گذارند و باعث کاهش موفقیت تولیدمثل و افزایش نرخ مرگ‌ومیر می‌شوند. نمونه‌ای شناخته‌شده از این تأثیرات، نازک شدن پوسته تخم‌ها در اثر مصرف دی‌دی‌تی (DDT) — یک آفت‌کش ممنوع‌شده — است. این پدیده منجر به کاهش جمعیت چندین گونه پرنده از جمله عقاب سرسفید و شاهین تربیت‌شده شد.
پستانداران پستانداران نیز می‌توانند از قرار گرفتن در معرض آفت‌کش‌ها آسیب ببینند. جوندگان و سایر پستانداران کوچک در معرض خطر بلع مستقیم آفت‌کش‌ها یا از طریق منابع غذایی آلوده هستند. این می‌تواند منجر به مسمومیت حاد یا مشکلات مزمن سلامتی مانند مشکلات تولید مثلی و رشدی شود. پستانداران شکارچی، مانند روباه‌ها و راسوها، می‌توانند به‌طور غیرمستقیم از طریق تجمع زیستی تحت تأثیر قرار گیرند، جایی که آنها طعمه‌هایی را که در معرض آفت‌کش‌ها قرار گرفته‌اند، مصرف می‌کنند.
حشرات مفید، از جمله گرده افشان‌هایی مانند زنبورها و پروانه‌ها، در برابر آفت‌کش‌ها بسیار آسیب‌پذیر هستند. نئونیکوتینوئیدها، دسته‌ای از حشره‌کش‌ها، به دلیل اثرات نوروتوکسیک خود با کاهش جمعیت زنبورها مرتبط دانسته‌اند. این آفت‌کش‌ها رفتار جستجوی غذا را مختل می‌کنند، موفقیت تولید مثل را کاهش می‌دهند و حساسیت به بیماری‌ها و انگل‌ها را افزایش می‌دهند. کاهش جمعیت گرده افشان‌ها تهدیدی جدی برای تنوع زیستی و کشاورزی محسوب می‌شود.